# Xylosma confusum
Xylosma confusum är en videväxtart som beskrevs av André Guillaumin. Xylosma confusum ingår i släktet Xylosma och familjen videväxter. Inga underarter finns listade i Catalogue of Life.